# Královský prokurátor
Královský prokurátor (latinsky procurator regius nebo procurator devolutionum regalium případně procurator regis Bohemiae et fisci regni Bohemiae) byl vysokým královským úředníkem, jehož úkolem byla reivindikace zcizených královských a církevních statků. Kromě soudního vymáhání později také zastupoval a ochraňoval královské kláštery a židy, po třicetilé válce také dohlížel na královská města a dbal o zájmy katolického náboženství. 

## Historie
Úřad existoval už v starověkém Římě, kde prokurátoři (procuratores fisci) zastupovali finanční zájmy státu a za vlády Hadriána (císařem 117–138) zastupovali císaře v případě, že se neobjevil soukromý žalobce, nebo opět vedli žaloby ve fiskálních záležitostech jménem státu (procuratores caesaris vel fisci). Ve sředověku existoval úřad v mnohých evropských zemích (německé země, Itálie, Španělsko, Portugalsko, Francie, Skotsko).
V Českém království byl královský prokurátor jmenován císařem Zikmundem (českým králem 1419–1437) po husitských válkách v roce 1437. Jeho úkolem bylo sestavit přehled o všech zástavách královských a církevních statků, srovnat je s královskými registry. V případě nesrovnalostí se měl postarat o návrat statku do královského majetku. Revize pozemkové držby proběhla v Čechách za vlády Ladislava Pohrobka (králem 1453–1457) v letech 1453–1454, na Moravě až za Jiřího z Poděbrad (markrabětem 1458–1469) v roce 1459. Výsledkem byl návrat 126 vsí, jednoho městečka a jedné tvrze do královských rukou. I v pozdější době královský prokurátor soudně vymáhal odcizené statky, na soudech hájil zájmy fisku a vykonával tresty a exekuce uložené při procesech. Do roku 1497 sledoval odúmrtě, dokud se tohoto práva Vladislav Jagellonský (králem 1471–1516) nevzdal. Od 16. století zastupoval a ochraňoval královské kláštery, od poloviny 16. století také židy. Od roku 1545 byl přísedícím na českém zemském soudě. Byl jmenován králem a jen jemu byl odpovědný, často byl panovníkovým důvěrníkem.
Jeho pravomoc se původně vztahovala na Čechy, do poloviny 16. století také na obojí Lužici. V Horní Lužici tehdy vznikl nový úřad komorního prokurátora, ovšem v Dolní Lužici byl prokurátor už od roku 1495. Ve Slezsku je královský prokurátor doložen od 30. let 16. století  (fiskál, latinsky fiscalis regius), od roku 1572 vrchní fiskál pro celé Slezsko a fiskálové jednotlivých knížectví. A konečně na Moravě se objevil v letech 1550–1553, do té doby pravomoc prokurátora vykonával královský podkomoří.
Obnovené zřízení zemské vydané pro Čechy v roce 1627 a pro Moravu v roce 1628 význam královského prokurátora ještě zvýšilo. I nadále se řadil mezi královské úředníky. Prokurátor měl povinnost stíhat veřejné zločiny (delicta publica), pokud neexistoval soukromý žalobce. V kriminálních věcech potřeboval svolení české dvorské kanceláře a ve fiskálních věcech české komory. Tyto dvě instituce konaly dohled nad jeho činností, přesto prokurátor přísahal jen panovníkovi. Došlo tak k přerodu z předbělohorského čistě kamerálního (fiskálního) úřadu také na soudní a politický. Spolu s fiskálními adjunkty tvořil kolegium fiskálního úřadu. Prokurátor pocházel z rytířského stavu, zatímco adjunkti byli většinou měšťané. Od nevolnického povstání v roce 1680 zastupoval také poddané proti vrchnosti. Fiskální úřady byly po roce 1850 změněny na finanční prokuratury. 

## Seznam královských prokurátorů Českého království

### Před rokem 1437
- 1416–1419 (21. 10.) Sezima z Hořešovic (+ 21. 10. 1419)
- 1426–1437 Matyáš Louda z Chlumčan

### Po roce 1437
- 1437–1439 Vilém ze Žlutic
- 1453 (18. 11.) Jan starší z Rabštejna
- 1458–1480 Čeněk z Klinštejna na Škvorci[1]
- 1481–1482 Jan Tluksa z Vrabí[1]
- 1483–1489 Bohuslav ze Svinař a z Litovic[1]
- 1493 Jiří z Dubé a z Lipé[1]
- 1498–1509 Albrecht Rendl z Oušavy († 9. 9. 1522)[1]
- 1510–1518 Matyáš Libák z Radovesic[1]
- 1523 (2. 3.) Vilém Doubravský
- 1528–1538 Jan Boreň ze Lhoty na Mikovicích (+ 1540)
- 1538–1541 Petr Vencelík z Vrchovišť
- 1543–1558 Petr Chotek z Vojnína na Budenicích a Vraném
- 1558–1577 Albrecht Bryknar z Brukštejna na Libni († 1590)
- 1582 Mikuláš Skalský z Dubu na Slušticích († 17. 2. 1588)
- 1585–1592 Vilém Vostrovec z Kralovic na Vlašimi
- 1593 (leden) – 1601 Jindřich Domináček z Písnice na Hartenbergu (1555–1608)[2]
- 1601 (25. 5.) – 1603 Jakub Menšík z Menštejna
- 1603 (16. 7.) – 1605 Florián Daniel Mejstřický z Vatikánu na Charvatcích
- 1606 (29. 7.) – 1615 Oldřich Gerštorf z Gerštorfu
- 1616 (15. 10.) – 1618 Adam Rýzmberský z Janovic
- 1620 Petr Pešík z Komárova
- ? – 1621 Adam Rýzmberský z Janovic
- 1621–1623 Přibík Jeníšek z Újezda (okolo 1580 – 25. 3. 1651 Praha)
- 1623–1625 (14. 6.) Václav Obitecký z Obitec († 14. 6. 1625)
- 1625–1634) Samuel Albin z Weissenblutu († 1634)
- 1635 Rafael Mišovský ze Sebuzína
- 1640 Adam Oldřich Smyslovský z Radvanova
- 1645 Jan Kristián Itter z Adelsfingen
- 1652 Jan Gräff z Gräffenburka
- 1658–1675 Kryštof Norbert Knout z Fahnenschwung
- 1682 Matyáš Alois Malnotte z Caldes
- 1686 Jan Jiří z Funken
- 1691 Felix Václav Had z Proseče
- 1717–1727 Karel Henrich Malanotte z Caldes
- 1730–1746 Jan Kristián ze Strolz
- 1752 (25. 8.) – 1783 (7. 11) Karel Arnold z Dobroslavu († 7. 11. 1783)
- 1783 (22. 4.) – 1800 (13. 2.) Jan František Gamperle († 13. 2. 1800)
- 1800–1829 Josef Krtička z Jadenu († 10. 10. 1831)
- 1830 (leden) – 1832 (?) Leopold Hasner